# Hans Christian Petersen (Rektor)
Hans Christian Albrikt Lauritz Petersen (auch Hans-Kristian Albrekt Lauritz Petersen, kurz H. C. Petersen; * 13. Juli 1925 in Maniitsoq; † 1. März 2015 in Kopenhagen) war ein grönländischer Højskolerektor, Lehrer und Autor.

## Leben
Hans Christian Petersen war der Sohn des Bürogehilfen und Landesrats Ole Petersen (1894–1979) und dessen Frau Marie Karoline Jakobine Rosing (1898–1980). Der Eskimologe Robert Petersen (1928–2021), der Pastor und Landesrat Ricard Petersen (1932–2014) und die Dichterin und Übersetzerin Mariane Petersen (1937–2025) waren seine Geschwister. Hans Christian Petersen war seit dem 14. Januar 1961 mit der Dänin Jenny Marie Dinesen (* 1930) verheiratet, die die Tochter des Sägewerkbesitzers Thomas Dinesen (1896–?) und dessen Frau Catharine Madsen (1896–1961) war.
Hans Christian Petersen machte 1950 seinen Abschluss an Grønlands Seminarium. Anschließend begann er als Lehrer in Uummannaq zu arbeiten, aber nach kurzer Zeit erkrankte er an Tuberkulose, weswegen er sich von 1951 bis 1954 in medizinischer Behandlung im dänischen Skørping befand. Wegen seiner Erkrankung gründete er die grönländische Vereinigung Tuberkulosekranker Neriuut. Nach seiner Genesung legte er sein Fachlehrerexamen für Geografie und Geologie ab. 1957 kehrte er nach Grönland zurück, wo er Lehrer an der Efterskole in Aasiaat wurde. 1960 wurde er Informationsberater Grönlands. 1962 wurde die Knud Rasmussenip Højskolia in Sisimiut gegründet und Hans Christian Petersen wurde erster Rektor, was er bis 1975 blieb, bevor er nach Dänemark zog. 1967 hatte er die erste grönländische Produktionsanteilsvereinigung Sipineq gegründet. 1982 kehrte er an die Højskole zurück, bevor er im Folgejahr Wissenschaftlicher Mitarbeiter am Ilisimatusarfik wurde.
Hans Christian Petersen war als Autor belletristischer oder lyrischer Werke aktiv, schrieb aber hauptsächlich wissenschaftliche Werke zum Thema Kajaks. Dafür wurde er 2004 zum Ehrenmitglied der Kajakverbände von Kopenhagen und Dänemark ernannt. 1986 erhielt er den grönländischen Weihnachtsbriefmarkenpreis und 1988 den grönländischen Kulturpreis. Am 4. September 1998 erhielt er den Nersornaat in Silber. Er starb 2015 in Kopenhagen im Alter von 89 Jahren.

## Werke (Auswahl)
- 1955: Náparsímavik pissariaĸarpoq („Das Krankenhaus ist wichtig“), Roman über Tuberkulose
- 1959: Ivngerutit („Lieder“), Sammlung alter Trommellieder
- 1976: Inuiaĸatigînuko ĸanoĸ ítut pilersíniarpavut? („Was für eine Gemeinschaft ist es, die wir schaffen wollen?“), Debattenheft zur Hjemmestyre (zusammen mit Robert Petersen)
- 1981: Instruktion i kajakbygning („Anleitung zum Kajakbau“)
- 1986: Skinboats of Greenland („Hautboote Grönlands“)
- 1987: Skindbåde i Grønland – i gamle dage („Hautboote in Grönland – in alten Tagen“), Bildsammlung (zusammen mit Hans Ebbesen)
- 1987: Qajaq – Inoqarfinni tamani („Das Kajak – In allen Orten“)
- 1994: Qaannamik pinnguaatit („Kajakspiele“)
- 1997: Den store kajakbog („Das große Kajakbuch“)